# Boradigah
Boradigah är en ort i Azerbajdzjan.   Den ligger i distriktet Masallı Rayonu, i den sydöstra delen av landet, 190 km sydväst om huvudstaden Baku. Antalet invånare är 5 904.
Terrängen runt Boradigah är platt åt nordost, men åt sydväst är den kuperad. Runt Boradigah är det ganska tätbefolkat, med 120 invånare per kvadratkilometer.. Närmaste större samhälle är Arkewan, 11,2 km nordväst om Boradigah.
Trakten runt Boradigah består till största delen av jordbruksmark.